# Charles-Alexandre Lesueur

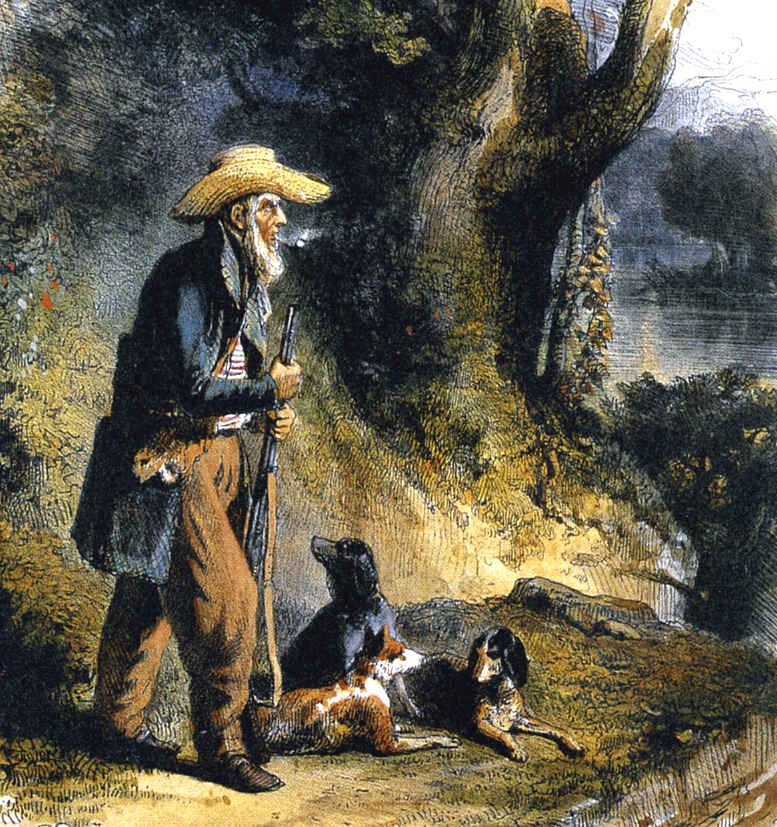
Charles-Alexandre Lesueur.

Charles-Alexandre Lesueur (Le Havre, 1 de janeiro de 1778 — Sainte-Adresse, 12 de dezembro de 1846) foi um naturalista, explorador e artista francês, que em 1801 viajou pela Austrália como artista da expedição Baudin (1800-04). Em conjunto com François Péron, assegurou as funções de naturalista após a morte do zoólogo da expedição, Maugé de Cely. Em conjunto com Péron, colecionou mais de 100 000 espécimes zoológicos. Entre 1815 e 1837 viveu nos Estados Unidos. Em 1845 foi nomeado conservador do Museu de História Natural do Havre.

## Biografia
Ele foi um prolífico colecionador de história natural, reunindo muitos espécimes na Austrália, sudeste da Ásia e América do Norte; e também foi responsável pela descrição de inúmeras espécies, incluindo as tartarugas Apalone spinifera, A. mutica e Graptemys geographica. Tanto o Monte Lesueur quanto o Parque Nacional Lesueur, na Austrália Ocidental, foram nomeados em sua homenagem.
Em 1801, ele viajou para a Austrália como artista na expedição de Nicolas Baudin. Com François Péron, assumiu as funções de naturalista após a morte do zoólogo da expedição René Maugé. Juntos, eles coletaram mais de 100 mil espécimes zoológicos. Em 1802, ele fez os únicos esboços conhecidos do Dromaius novaehollandiae minor (subespécie de emu endêmica da ilha King) em seu habitat natural (a ave foi extinta em 1822).
Entre maio de 1816 e início de 1837, ele viveu e viajou amplamente nos Estados Unidos, particularmente no Tennessee, Kentucky e Missouri. Em 1833, ele visitou Vincennes, Indiana, onde esboçou o primeiro desenho conhecido de Grouseland, a mansão de William Henry Harrison. A mansão é hoje um marco histórico nacional.